# Elàpids
Els elàpids (Elapidae) són una família de serps de l'infraordre Alethinophidia. Aquesta família inclou serps molt verinoses, com les cobres, serps de corall, mambes i serps marines. Es caracteritzen per posseir ullals fixos buits pels quals injecten el verí.

## Verí
Tots els elápids són verinosos, i molts són potencialment mortals per a l'home. Els elápids usen el seu verí tant per atacar les seves preses com en defensa pròpia. La majoria tenen verins neurotòxics, considerats més perillosos que la major part dels verins proteolítics dels escurçons (Viperidae). Les serps més verinoses del món es troben en aquesta família, Oxyuranus microlepidotus (terrestre, viu a Austràlia) i Enhydrina schistosa (marina).

## Taxonomia
Algunes classificacions divideixen la família en subfamílies:
- Acanthophiinae, morfològicament semblants als vipèrids (Viperidae)
- Bungarinae
- Elapinae, cobres veres
- Laticaudinae
- Notechinae

### Gèneres
Aquestes subfamílies agrupen nombrosos gèneres: 
- Acalyptophis Boulenger, 1896
- Acanthophis Daudin, 1803
- Aipysurus Lacépède, 1804
- Apistocalamus Boulenger, 1898
- Aspidelaps Fitzinger, 1843
- Aspidomorphus Fitzinger, 1843
- Astrotia Fischer, 1855
- Austrelaps Worrell, 1963
- Boulengerina Dollo,1886
- Bungarus Daudin, 1803
- Cacophis Günther, 1863
- Calliophis Gray, 1835
- Demansia Gray, 1842
- Dendroaspis Schlegel, 1848
- Denisonia Krefft, 1869
- Disteira Lacépède, 1804
- Drysdalia Worrell, 1961
- Echiopsis Fitzinger, 1843
- Elapognathus Boulenger, 1896
- Elapsoidea Bocage, 1866
- Emydocephalus Krefft, 1869
- Enhydrina Gray, 1849
- Ephalophis Smith, 1931
- Furina Dumeril, 1853
- Hemachatus Fleming, 1822
- Hemiaspis Fitzinger, 1861
- Hemibungarus Peters, 1862
- Hoplocephalus Wagler, 1830
- Hydrelaps Boulenger, 1896
- Hydrophis Latreille in Sonnini & Latreille, 1801
- Kerilia Gray, 1849
- Kolpophis Smith, 1926
- Lapemis Gray, 1835
- Laticauda Laurenti, 1768
- Loveridgelaps McDowell, 1970
- Maticora Gray, 1835
- Micropechis Boulenger, 1896
- Micruroides Schmidt, 1928
- Micrurus Wagler (in Spix), 1824
- Naja Laurenti, 1768
- Narophis Worrell, 1961
- Neelaps Gunther, 1863
- Notechis Boulenger, 1896
- Ogmodon Peters, 1864
- Ophiophagus Günther, 1864
- Oxyuranus Kinghorn, 1923
- Parademansia Kinghorn, 1955
- Parahydrophis Burger & Natsuno, 1974
- Paranaja Loveridge, 1944
- Parapistocalamus Roux, 1934
- Pelamis Daudin, 1803
- Polyodontognathus Wall, 1921
- Praescutata Wall, 1921
- Pseudechis Wagler, 1830
- Pseudohaje Günther, 1858
- Pseudolaticauda Kharin 1984
- Pseudonaja Günther, 1858
- Rhinoplocephalus Muller, 1885
- Salomonelaps McDowell, 1970
- Simoselaps Jan, 1859
- Sinomicrurus Slowinski, Boundy & Lawson 2001
- Smithohydrophis Kharin, 1981
- Suta Worrell, 1961
- Thalassophis Schmidt, 1852
- Toxicocalamus Boulenger, 1896
- Tropidechis Günther, 1863
- Unechis Worrell, 1961
- Vermicella Gray in Gunther, 1858
- Walterinnesia Lataste, 1887.